# ميرنا لورانس
ميرنا لورانس هي روائية، وكاتبة للأطفال من القاهرة.

## حياتها
التوجهات الأدبية للكاتبة ميرنا كانت في كتب الأطفال فقط، حيث كانت تجد موهبتها وهي تتحدث إلى الأطفال.

## مؤلفاتها
| الاسم                                               | دار النشر                                                              | تاريخ النشر | عدد الصفحات | المصدر            |
| --------------------------------------------------- | ---------------------------------------------------------------------- | ----------- | ----------- | ----------------- |
| حكايات عن حيوانات إفريقيا كيف أصبح النمر مرقطا؟     | دار الطلائع للنشر والتوزيع والتصدير السلسلة: حكايات عن حيوانات افريقيا | 2010        | 16          | [ 2 ] [ 3 ]       |
| حكايات عن حيوانات إفريقيا؛ كيف فقد فرس النهر ذيله؟  | دار الطلائع للنشر والتوزيع والتصدير السلسلة: حكايات عن حيوانات افريقيا | 2010        | 16          | [ 1 ] [ 4 ] [ 5 ] |
| حكايات عن حيوانات إفريقيا كيف تعلمت السلحفاة العوم؟ | دار الطلائع للنشر والتوزيع والتصدير السلسلة: حكايات عن حيوانات افريقيا | 2010        | 16          | [ 6 ] [ 7 ]       |
| كيف سبق أبو جلمبو ابن آوى ؟                         | دار الطلائع للنشر والتوزيع والتصدير السلسلة: حكايات عن حيوانات افريقيا | 2010        | 16          | [ 8 ] [ 9 ]       |
| عندما سرق الضبع طعام الأسد                          | دار الطلائع للنشر والتوزيع والتصدير السلسلة: حكايات عن حيوانات افريقيا | 2010        | 16          | [ 10 ] [ 11 ]     |
| العنزة الصغيرة                                      | نوري                                                                   |             | 27          | [ 12 ]            |